# 徐中乡
徐中乡，是中华人民共和国西藏自治区昌都市芒康县下辖的一个乡镇级行政单位。

## 行政区划
徐中乡下辖以下地区：
徐中村、哈扎村、卡布村、门巴村和尼玛沙村。